# Authentifizierungsmerkmal
Ein Authentifizierungsmerkmal ist ein Merkmal, mit dem ein Benutzer von einem geschützten System authentifiziert werden kann.
Ein solches Merkmal kann auf Wissen (Passwort, PIN, Parole), auf Besitz (Schlüssel, Karte) oder auf einer Eigenschaft (biometrisches Merkmal z. B. Stimme, Irisbild, Fingerabdruck) oder Original-Unterschrift basieren oder auf einer Kombination dieser Merkmale.
Dynamische Authentifizierung wird möglich, wenn der operationelle Kontext einbezogen wird. Dann gelten die Authentifizierungsmerkmale (engl. authentication factors) allein in einem zuvor bestimmten explizit erkannten Kontext.